# Trofeo James Bevan
El Trofeo James Bevan es un trofeo de rugby disputado entre la selección de Australia y la de Gales.
Su primera edición fue en 2007 en homenaje a James Bevan, un australiano-galés quien fuera el primer capitán de Gales en 1881.

## Ediciones
| Edición | Año     | Ganador   | Resultado de la serie |
| ------- | ------- | --------- | --------------------- |
| I       | 2007    | Australia | 2-0                   |
| II      | 2008    | Gales     | 1-0                   |
| III     | 2009    | Australia | 1-0                   |
| IV      | 2010    | Australia | 1-0                   |
| V       | 2011    | Australia | 1-0                   |
| VI      | 2012    | Australia | 3-0                   |
| VII     | 2012-II | Australia | 1-0                   |
| VIII    | 2013    | Australia | 1-0                   |
| IX      | 2014    | Australia | 1-0                   |
| X       | 2016    | Australia | 1-0                   |
| XI      | 2017    | Australia | 1-0                   |
| XII     | 2018    | Gales     | 1-0                   |
| XIII    | 2021    | Gales     | 1-0                   |
| XIV     | 2022    | Australia | 1-0                   |
| XV      | 2024-I  | Australia | 2-0                   |
| XVI     | 2024-II | Australia | 1-0                   |

## Palmarés
| Australia | 13 Trofeos |
| Gales     | 3 Trofeos  |

Nota: El trofeo 2024-II es el último torneo considerado